# صنع في الاتحاد الأوروبي
صنع في الاتحاد الأوروبي أو صنع في أوروبا (بالإنجليزية: Made in EU) هي علامة خاصة توضع على المنتجات المصنعة في الاتحاد الأوروبي (EU)، أنشئت منذ عام 2003 من قبل المفوضية الأوروبية.